# Château de Pralas
Le château de Pralas est un édifice situé à Saint-Front, en France.

## Localisation
Le château est situé sur le territoire de la commune de Saint-Front, dans le département  de la Haute-Loire, en région Auvergne-Rhône-Alpes.

## Description
Le château est une ancienne maison forte caractéristique des habitations seigneuriales médiévales modifiées à l'époque classique. Il s'agit d'un édifice carré à tourelle d'escalier demi hors-œuvre. À l'origine, la maison forte se dressait devant une cour fermée à l'est par un portail (disparu) , une bergerie au nord (écroulée) , une ferme avec grange-étable au sud (habitation actuelle) et un grand mur fermé par un portail à l'ouest (disparu). Le rez-de-chaussée est constitué de deux salles voûtées, l'une servait de cuisine, l'autre de chapelle. L'étage était divisé en quatre pièces dont un salon qui était garni de boiseries et d'une cheminée en marbre.

## Historique
Le mansus de Pralatz est mentionné en 1217.
Le château est inscrit au titre des monuments historiques par arrêté du 13 février 1995.